# Kaṇāda
Kaṇāda (... – II secolo a.C. oppure VI secolo a.C.) è stato un filosofo indiano.
Nonostante probabilmente sia vissuto nel II secolo a.C., alcune fonti sostengono che in realtà visse nel VI secolo a.C. Si crede sia nato a Prabhas Kshetra, vicino Dwarka, nello Gujarat, India.
A lui dobbiamo il Vaiśeṣikasūtra, libro di aforismi sul Vaiśeṣika. Si ritiene che Kaṇāda abbia avuto un certo ruolo nell'introduzione del concetto di atomo in Oriente; il suo nome stesso significherebbe infatti mangiatore di atomi.
Secondo altre teorie il nome starebbe a dire mangiatore di granellini di cereali, poiché il filosofo condusse una vita povera ed ascetica.